# Сухи Врх (Моравске Топлице)
Сухи Врх (словен. Suhi Vrh, мађ. Szárazhegy) је насељено место у општини Моравске Топлице, Помурска регија, Словенија.

## Историја
До територијалне реорганизације у Словенији био је у саставу старе општине Мурска Собота.

## Становништво
У попису становништва из 2011. Сухи Врх је имао 113 становника.
| Број становника према пописима | Број становника према пописима | Број становника према пописима |
| ------------------------------ | ------------------------------ | ------------------------------ |
| 1991                           | 2002                           | 2011                           |
| 84                             | 95                             | 113                            |

Напомена: Године 1989. увећан за део насеља Тешановци.

## Галерија
- воћњак
- виноград
- шума